# Algoritmo de dispersão
Algoritmo de hashing ou dispersão é um método de cifrar dados de forma a manter a sua integridade, utilizado na criptografia.
A função de hash, a partir de uma cadeia de caracteres (string) de qualquer tamanho, cria uma string de tamanho fixo.
A criptografia ou cifra consiste na aplicação de um algoritmo aos dados por forma a que eles se tornem ilegíveis, para recuperar os dados originais será necessário conhecer o algoritmo de desencriptação ou deciframento.